# Gétak lozang tendzin drakpa tayé
Gétak Lozang-tendzin drakpa-tayé (tibétain : དགེ་རྟག་བློ་བཟང་བསྟན་འཛིན་གྲགས་པ་མཐའ་ཡས་, Wylie : dge rtag blo bzang bstan 'dzin grags pa mtha' yas, THL : gétak lozang tendzin drakpa tayé ; chinois : 格达·洛桑登真·扎巴他耶 ; pinyin : gédá Luòsāngdēngzhēn zābātāyē) ou le 5e tulku Géda ou encore le bouddha vivant Géda (Gétak Tulkou, tibétain : དགེ་རྟག་སྤྲུལ་སྐུ་, Wylie : dge rtag sprul sku, THL : gétak tulku, son titre), né en 1903 à Béri et mort en août 1950 à Chamdo, est un lama, 5e Gétak Tulku (bouddha vivant Gétak) (五世格达活佛, wǔshì gédá huófó) et homme politique tibétain.

## Biographie
Gétak lozang tendzin drakpa tayé est né en 1903 à Béri dans l'actuelle préfecture autonome tibétaine de Kardzé, province du Sichuan. Il fut reconnu comme 5e réincarnation du lama du monastère de Béri, dans le Kham.
Il est élu vice-président du gouvernement populaire (soviet) du Xikang, fondé entre 1935 et 1936 à Kardzé par des Chinois du parti communiste chinois.
Le 10 juillet 1950, il est envoyé  par le PCC à Chamdo, pour y rencontrer le gouverneur général du Kham Lhalu Tsewang Dorje. 
Selon l’historien Tsering Shakya, le 5e Gétak Tulkou aurait apporté une proposition en trois points pour le porter au gouvernement du Tibet à Lhassa, mais Lhalu ne lui donna pas l’autorisation de voyager au-delà de Chamdo. 
Le gétak-tulkou y est tombé malade et il est mort le 22 août 1950. 
Les autorités chinoises, persuadés qu'il fut assassiné, ont arrêté Robert W. Ford, opérateur-radio britannique au service du gouvernement tibétain, lors de leur conquête de Chamdo, le 19 octobre 1950. Il passa cinq ans en prison, et a toujours nié la moindre implication dans cette affaire. Dans son autobiographie, Tibet Rouge, Capturé par l’armée chinoise au Kham, il écrit : « J’ai de bonnes raisons de croire que Geda fut assassiné et je crois savoir par qui. J’espère qu’on ne le découvrira jamais ». 
Anna Louise Strong rapporte que vers 1959, lors d'une réunion de masse à Lhassa, Lhalu Tsewang Dorje a été accusé d'être responsable de la mort de Reting et du « bouddha vivant » Géda. Selon le ministre Kashöba, Géda a été empoisonné par Lhalu, l'ancien gouverneur du Kham.